# Maghen Abrahamsynagoge (Beiroet)
De Maghen Abrahamsynagoge (Arabisch: كنيس ماغين أبراهام - Kanīs Mā'ghīn Abrā'hām; Hebreeuws: בית הכנסת מגן אברהם - Beit HaKnesset Magen Avraham) is een van de belangrijkste synagogen in Libanon. Het ligt in de Joodse wijk Wadi Abu Jamil in het centrum van Beiroet.

## Geschiedenis
De synagoge werd gebouwd in 1925 en is vernoemd naar de financier en weldoener Moise Abraham Sassoon, net als David Sassoon lid van de welgestelde Joodse familie Sassoon uit Calcutta. Het werd ontworpen door de architect Bindo Manham en de bouw stond onder toezicht van Ezra Benjamin en Joseph Balayla. Het hoofd van de Joodse gemeenschap, Josef Farhi, hielp bij het inzamelen van extra fondsen om het interieur te voltooien. De synagoge werd ook gebruikt voor Thora en wetenschappelijke lezingen, bruiloften en andere feestelijke evenementen. In 1976, een jaar nadat de Libanese Burgeroorlog begon, werden de Thorarollen in Genève in veiligheid gebracht. Vanuit daar werden ze overgebracht naar verschillende Sefardische synagogen in Israël.

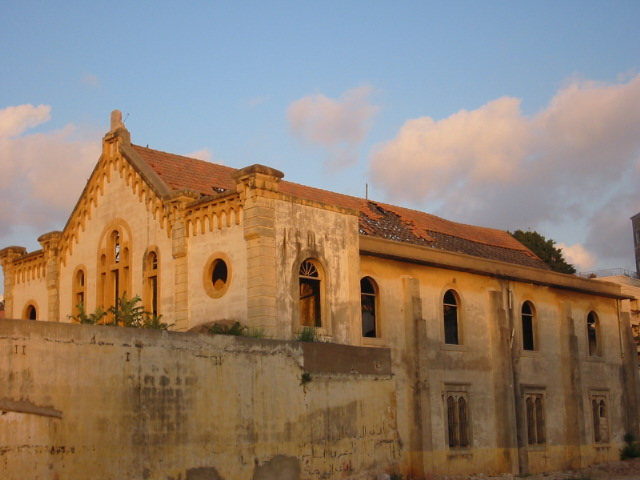
De synagoge in 2004, voor de renovatie.

## Renovatie
In augustus 1982, tijdens de burgeroorlog, werd de synagoge beschadigd door de IDF. In het voorjaar van 2008 spraken Joodse expats de wens uit om de synagoge te renoveren. Het projectplan werd goedgekeurd door de Libanese regering, Hezbollah en andere gemeenschapsleiders. De renovatie van de verwoeste synagoge liep door de wereldwijde financiële crisis vertraging op, maar kon in 2009 alsnog beginnen. In augustus 2010 werd de laatste hand gelegd aan het interieur van het gebouw. Het Israëlische dagblad Haaretz schreef dat de synagoge "in glorie is hersteld" en "prachtig is gerenoveerd". De synagoge ging weer open, maar raakte licht beschadigd tijdens de explosie in Beiroet in 2020.